# Serge Telle
Serge Telle (n. Nantes, Países del Loira, Francia, 5 de mayo de 1955) es un político y diplomático francés. Comenzó su carrera diplomática en el Ministerio de Asuntos Exteriores Francés y durante estos años ha trabajado en las Misiones diplomáticas de Francia en embajadas, en la Organización de las Naciones Unidas (ONU), en el Ministerio de Sanidad y Acción Humanitaria, en la Mancomunidad de Naciones (Commonwealth of Nations), en el gabinete del primer ministro Lionel Robert Jospin y en la organización Unión para el Mediterráneo (UpM). 
Tras la renuncia de Michel Roger, ocupó desde el día 1 de febrero de 2016 hasta el día 1 de septiembre de 2020 el cargo de ministro de Estado de Mónaco.

## Biografía
Nacido en la ciudad francesa de Nantes el día 5 de mayo de 1955. Es licenciado en Ciencias políticas por el Instituto de Estudios Políticos de París y además estudió el Idioma suajili en el Institut National des Langues et Civilisations Orientales de la misma ciudad. También ha estudiado en profundidad el Derecho comunitario ("conocido como Derecho de la Unión Europea").
Tas finalizar sus estudios superiores se integró como funcionario del Ministerio de Asuntos Exteriores de Francia. 

### Carrera diplomática
En 1982 comenzó su carrera diplomática en la Embajada Francesa en Dar es-Salam (Tanzania). A continuación en 1984 fue enviado a la Misión Permanente de Francia ante la Organización de las Naciones Unidas (ONU), donde fue responsable de los registros relacionados con los derechos humanos y las cuestiones humanitarias. Posteriormente desde 1988 a 1992 fue nombrado Consejero Diplomático del Ministerio de Salud y Acción humanitaria dirigido por el entonces ministro Bernard Kouchner.
Un año más tarde en 1993 fue adscrito a la Oficina de Relaciones Exteriores de la Mancomunidad de Naciones (Commonwealth of Nations) de Londres, en la que fue encargado de las cuestiones de la Península balcánica que tienen que ser puestos a disposición de las Naciones Unidas en la ciudad de Ginebra, así como responsable de la coordinación de las operaciones humanitarias. 
Luego en 1997 fue llamado por el primer ministro, Lionel Robert Jospin para ser asesor diplomático de su gabinete.
En octubre de 2002, fue nombrado Cónsul general de Francia en Mónaco y el 1 de enero de 2006 a raíz de un nuevo convenio firmado entre los dos países, el consulado se elevó al rango de embajada, convirtiéndose en el primer embajador francés en el país.
Seguidamente en mayo de 2007, fue llamado por el ministro Bernard Kouchner para ser Director adjunto de su gabinete en el Ministerio de Asuntos Exteriores, siendo la segunda vez que trabaja para el. En 2008 fue Nombrado Embajador en la organización intergubernamental Unión para el Mediterráneo (UpM), de la que en enero de 2013 se convirtió en Jefe de la Delegación Interministerial.

### Ministro de Estado de Mónaco
Fue designado para ser ministro de Estado de Mónaco, en sucesión de Michel Roger quien renuncia al cargo por motivos de edad.
Su nombramiento e investidura entró en vigor a partir del día 1 de febrero de 2016. Cesó en cargo, el 31 de agosto de 2020.

## Condecoraciones
| Distinción                           | Período | Otorgado por                  | Lugar                |
| Comendador de la Orden de San Carlos | 2007    | Príncipe Alberto II de Mónaco | Principado de Mónaco |

## Vida privada
Serge Telle está casado con la famosa periodista franco-nigeriana Guilaine Chenu (n. Lagos, Nigeria, 17 de agosto de 1960), que actualmente trabaja en el canal France 2 (del grupo "France Télévisions") como presentadora del programa "Envoyé spécial".